# Zwart water (film)
Zwart water is een Nederlandse film uit 2010 in een regie van Elbert van Strien. De psychologische thriller is op 11 maart 2010 in première gegaan.

## Verhaal
Een Nederlands gezin verhuist naar België nadat moeder Christine (Hadewych Minis) haar ouderlijk huis heeft geërfd. De negenjarige dochter Lisa (Isabelle Stokkel) ontdekt een vreemd meisje, Karen (Charlotte Arnoldy), in de kelder van het huis. Karen vertelt haar dat ze de dode tweelingzus is van Christine, en beweert dat die haar destijds vermoord heeft. De ouders denken dat Lisa fantaseert. Karen blijkt echter wel bestaan te hebben. Christine wil er niet over praten maar vader Paul (Barry Atsma) gaat op onderzoek uit en het lijkt waar te zijn. Het meisje Karen zet Lisa aan tot het doden van haar konijn, en tot het openzetten van de gaskranen. Uiteindelijk vermoordt Lisa haar moeder door haar te vergiftigen, en typt een tekst waardoor het zelfmoord lijkt. Paul komt erachter dat de vrouw Karen nog leeft, maar dat Christine haar destijds wel geprobeerd heeft te vermoorden. Paul komt er echter niet achter dat het Lisa is die Christine heeft vermoord.

## Rolverdeling
| Acteur            | Personage                       |
| ----------------- | ------------------------------- |
| Barry Atsma       | Paul Doncker                    |
| Hadewych Minis    | Christine Doncker en Karen (35) |
| Isabelle Stokkel  | Lisa Doncker                    |
| Charlotte Arnoldy | Karen Rompaey (10)              |
| Lisa Smit         | Stem Karen (10)                 |
| Bart Slegers      | Geert Steegmans                 |
| Philippe Colpaert | Peter Steegmans                 |
| Tibo VandenBorre  | Collega                         |
| Gunilla Verbeke   | Modevrouw                       |
| Greet Verstraete  | Modevrouw                       |
| Koen Onghena      | Jongeman                        |
| Steven Boen       | Rijkswacht                      |
| Marc Lauwrys      | Huisarts                        |
| Lieve Cornelis    | Oma Rompaey                     |
| André Bracke      | Boswachter                      |
| Antoine Janssens  | Voorman                         |
| Mario Bisschop    | Dokter                          |
| Eva Reymenants    | Verpleegster                    |